# Attraverso i cieli
Attraverso i cieli è il sesto album in studio del musicista italiano Giusto Pio, pubblicato nel 1990.

## Descrizione
La composizione principale prende spunto dai tragici eventi in occasione della protesta di piazza Tienanmen, tanto da avere avuto come titolo provvisorio Tienanmen 1989. Il brano inizia con grida di folla in protesta, poi soffocate e sostituite da una serie di motivi musicali che vogliono evocare emozioni e pensieri di coloro che hanno assistito alla strage.
Ou est donc? mette in musica quattro versi della poesia Où est donc ta mère? del pittore Masi Simonetti, dedicata alla madre, morta quando aveva solo tre mesi. Sul finale viene ripreso il tema di Ananta dal primo album di Pio, Motore immobile. Anche la suite Dietro la maschera prende ispirazione dalle opere di Simonetti, in particolare i suoi quadri, caratterizzati da personaggi mascherati. Nel quarto frammento è presente un campionamento rovesciato dal Requiem di Verdi.
L'album è uscito in formato LP e musicassetta con il titolo Attraverso i cieli per l'etichetta discografica EMI e in LP, CD e musicassetta con il titolo Utopie per l'etichetta discografica DDD.

## Tracce
1. Attraverso i cieli – 18:25
2. Ou est donc? – 7:01
3. Dietro la maschera I – 2:14
4. Dietro la maschera II – 1:37
5. Dietro la maschera III – 2:58
6. Dietro la maschera IV – 3:02

Durata totale: 35:17

## Crediti
- Giusto Pio – arrangiamenti
- Gigi Salomon – voce
- Claudio Corradini – tecnico del suono
- Rich Chiumento – tecnico del suono